# Musikaliska sällskapet i Helsingfors
Musikaliska sällskapet i Helsingfors, var ett finländskt musiksällskap som bildats 1835 av musikläraren Fredrik Pacius vid Kejserliga Alexanders Universitetet. Föreningens rötter fanns i Helsingfors Akademiska musiksällskap som grundats i början av 1830-talet som en fortsättning på studentsångrörelsen under universitetets tid i Åbo. Under åren 1835–1853 anordnade det konserter med orkestern Symfoniföreningen under ledning av Fredrik Pacius.